# Andy van der Meyde
Andy van der Meyde (* 30. September 1979 in Arnhem) ist ein ehemaliger niederländischer Fußballspieler. Van der Meyde spielte gewöhnlich im offensiven Mittelfeld. Er galt zwar als beidfüßig, wurde jedoch meist auf dem rechten Flügel eingesetzt.

## Karriere
1997 gab er sein Debüt in der Ehrendivision für Ajax Amsterdam. Dort spielte er – mit Ausnahme der Saison 1999/2000 – bis 2003. In der Saison 1999/2000 stand er leihweise in Diensten von FC Twente Enschede und war an 32 der 34 Ligaspiele beteiligt, wobei er zwei Tore erzielen konnte. Anschließend wechselte er zu Inter Mailand. Dort konnte er sich nicht durchsetzen und absolvierte in zwei Jahren lediglich 32 Spiele in der Serie A (ein Tor). Um seine Chancen auf eine WM-Teilnahme mit den Niederlanden zu wahren, strebte der Flügelspieler einen Vereinswechsel an. Ende August 2005 wechselte er in die englische Premier League und unterschrieb beim FC Everton einen Vier-Jahres-Vertrag. Dort wurde er jedoch immer wieder von Verletzungen zurückgeworfen und brachte es lediglich auf 20 Spiele in der Premier League, hinzu kommen zwei Spiele im FA Cup. Am 12. Juni 2009 wurde bekannt, dass sein 2009 auslaufender Vertrag bei Everton nicht verlängert wird. Im März 2010 unterschrieb er einen Vertrag bei der PSV Eindhoven bis Saisonende. Am 8. Dezember 2011 unterschrieb er einen Vertrag beim Topklasse-Team Woonwagen Kamp Emmen. In Emmen beendete er im Mai 2012 seine aktive Karriere.
Im Sommer 2004 nahm van der Meyde mit der niederländischen Nationalmannschaft an der Europameisterschaft in Portugal teil.